# قطب سماوي

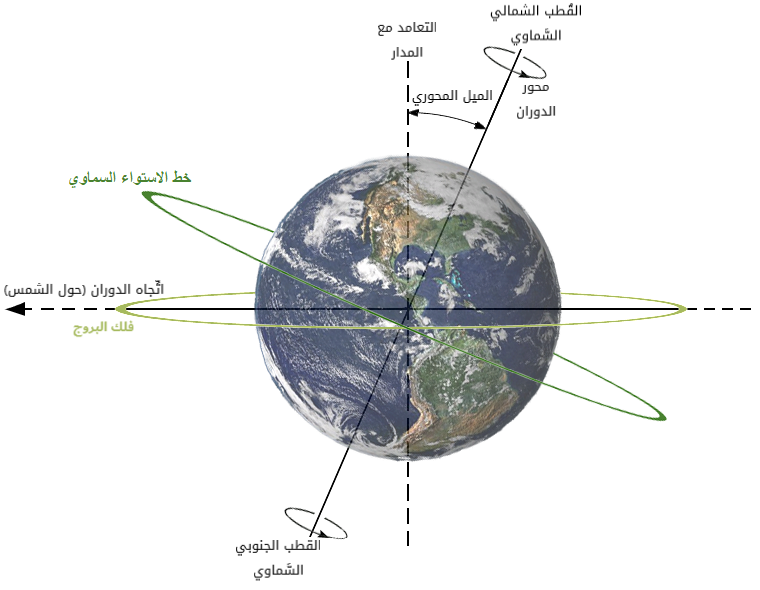
القطبان السماويان الشمالي والجنوبي وعلاقتهما بمحور الدوران، ومستوى المدار والميل المحوري.

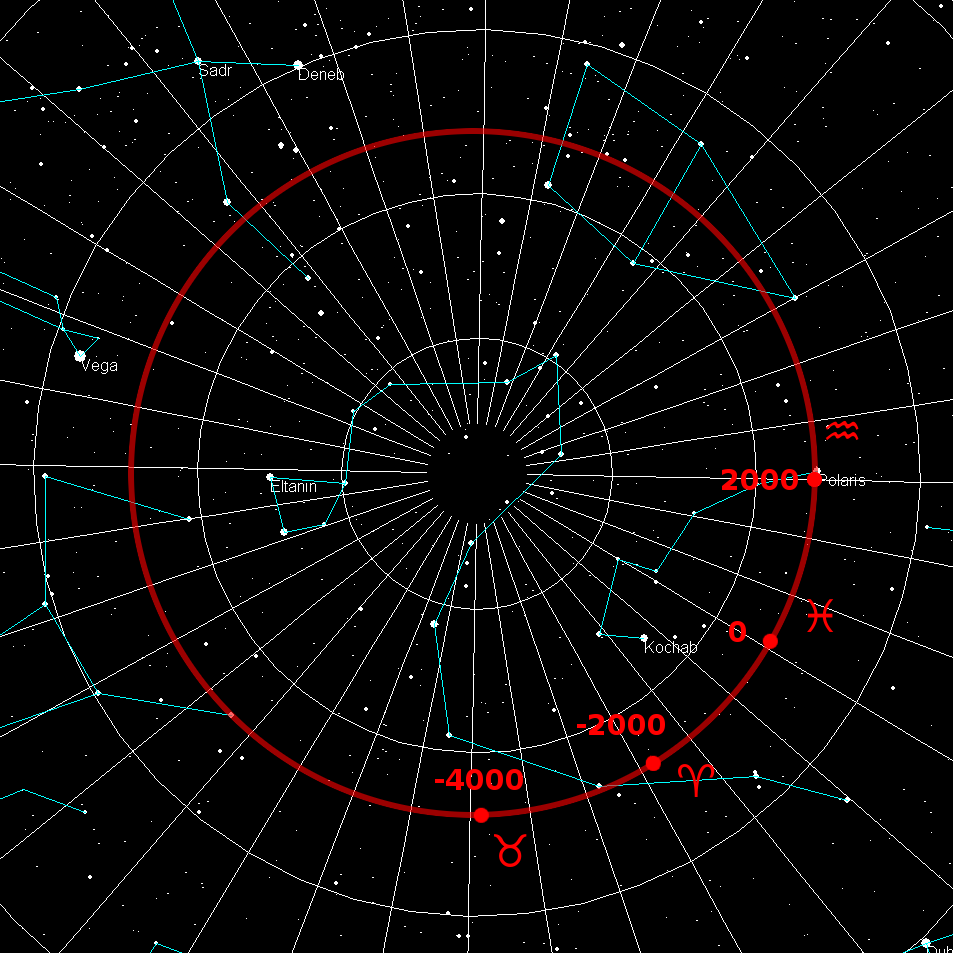
رسم تخطيطي لمسار القطب السماوي الشمالي حول قطب البروج الشمالي. تتميز بداية "العصور الفلكية" الأربعة للفترة التاريخية برموز البروج الخاصة بها: عصر الثور من العصر النحاسي إلى العصر البرونزي المبكر، وعصر الحمل من العصر البرونزي الأوسط إلى العصر الكلاسيكي القديم، وعصر الحوت من العصور القديمة المتأخرة حتى الوقت الحاضر، وبداية عصر الدلو في منتصف الألفية الثالثة.

يعتبر القطبان السماويان الجنوبي والشمالي النقطتين الوهميتين في السماء التي عندها يتقاطع محور دوران الأرض، الممتد إلى ما لا نهاية، مع مجال دوران النجوم الوهمي والمسمى بالقبة السماوية. ودائمًا ما يظهر القطبان السماويان الشمالي والجنوبي مباشرةً فوق المراقب عند القطب الشمالي والقطب الجنوبي للأرض على التوالي. وكما تدور الأرض حول محورها، يبقى القطبان السماويان ثابتان في السماء، وتظهر جميع النقاط الأخرى لتدور حولهما مكملة دائرة واحدة في اليوم (بشكل دقيق في اليوم الفلكي).
والأقطاب السماوية هي أيضا أقطاب لنظام الإحداثيات الاستوائي السماوي، مما يعني أنها تميل بمقدار +90 درجة و-90 درجة (لكل من القطبين السماويين الشمالي والجنوبي على التوالي).
لا تظل الأقطاب السماوية ثابتة دائمًا خلف النجوم. وبسبب الظاهرة المعروفة باسم المبادرة المحورية، تتبع الأقطاب الدوائر على القبة السماوية، لفترة تبلغ حوالي 25700 عام. يتعرض محور الأرض أيضًا لحركات معقدة أخرى تتسبب في تحريك الأقطاب السماوية قليلاً فوق الدوائر متنوعة الطول؛ انظر تمايل محور الأرض، وحركة القطب والميل المحوري. وأخيرًا، وعلى مدى فترات طويلة جدًا تتغير مواقع النجوم ذاتها، بسبب الحركات الخاصة بالنجوم.
يوجد مفهوم مشابه ينطبق على الكواكب الأخرى: الأقطاب السماوية للكوكب هي نقاط في السماء تحدث عندما يتقاطع إسقاط محور دوران الكوكب مع القبة السماوية. تتنوع هذه النقاط نظرًا لتوجيه محاور الكواكب المختلفة بطريقة مختلفة (وتتغير أيضًا المواقع الواضحة للنجوم تغيرًا طفيفًا بسبب تأثيرات اختلاف المنظر).

## العثور على القطب السماوي الشمالي

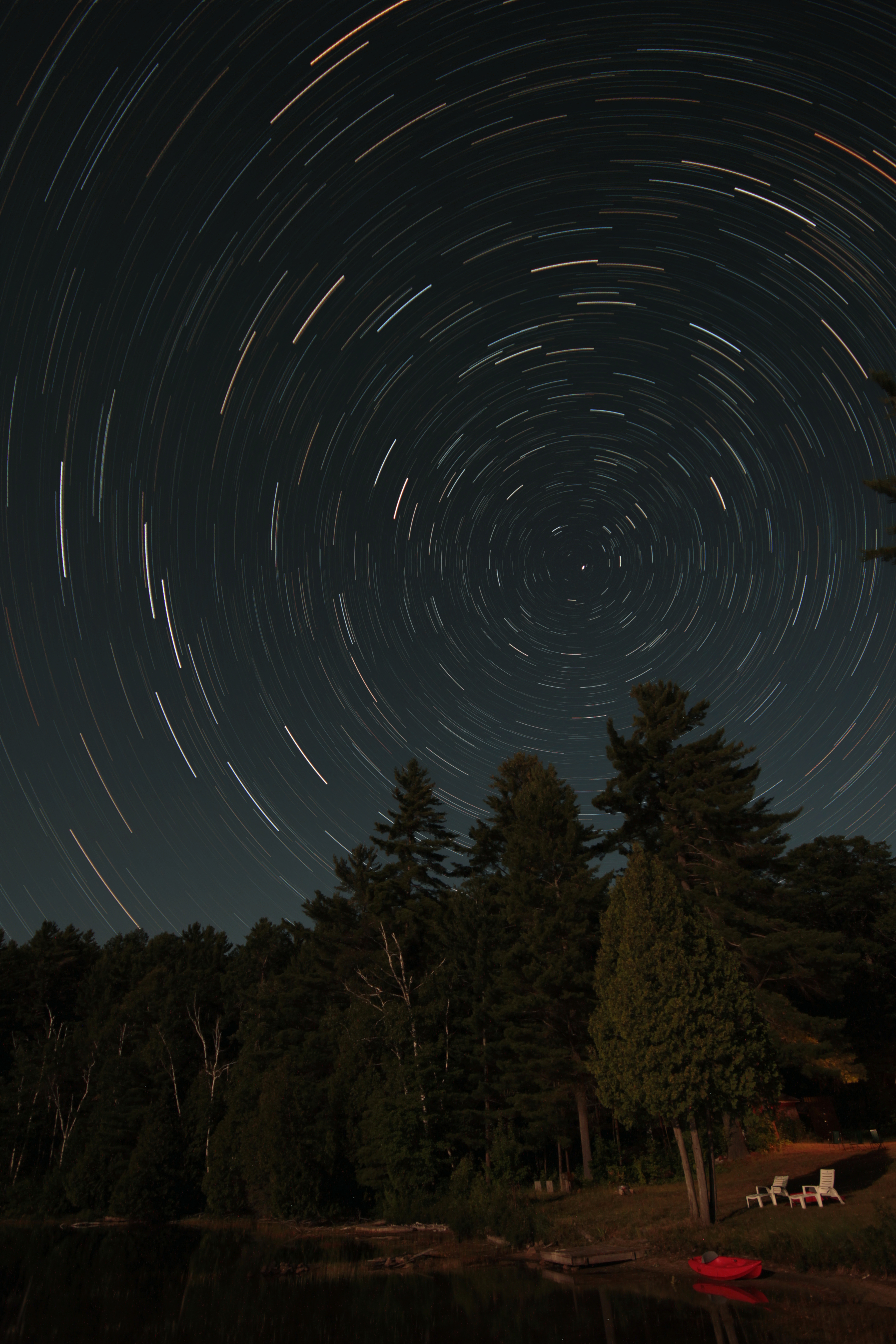
خلال المساء، تبدو النجوم وكأنها تدور حول القطب السماوي الشمالي. نجم الشمال، الواقع داخل فلك القطب، هو النجم الوحيد الثابت تقريبًا والذي يقع على يمين وسط هذه الصورة تمامًا.

انظر أيضًا نجم القطب، و المحاذاة القطبية.
يقع حاليًا القطب السماوي الشمالي في فلك نجم الشمال الساطع (والذي اُشتق اسمه من مصطلح ستيلا بولاريسباللغة اللاتينية، ويعني «النجم القطبي»). وهذا يجعل نجم الشمال مفيدًا للملاحة في نصف الكرة الشمالي: فهو لا يوجد دائمًا فوق النقطة الشمالية من الأفق، ولكن زاوية الارتفاع الخاصة به دائمًا ما تتساوى مع دوائر العرض الجغرافية للمراقب. وبالطبع، يمكن رؤية نجم الشمال فقط من المناطق الواقعة في نصف الكرة الشمالي.
يقع نجم الشمال بالقرب من القطب السماوي بنسبة صغيرة فقط من الدائرة البدارية التي تبلغ 25700 سنة. سيظل عند قيمة تقريبية جيدة تبلغ 1000 سنة، وهو الوقت الذي يتحرك فيه القطب ليقترب من نجم الراعي (غاما المتلهب). وفي حوالي 5500 سنة، يتحرك القطب بالقرب من موضع نجم الذراع الأيمن (ألفا سيفاي)، وفي 12000 سنة، سيصبح النسر الواقع (ألفا ليرا) هو نجم الشمال، ولكنه سيبعد حوالي ست درجات عن القطب السماوي الشمالي الحقيقي.
للعثور على نجم الشمال، توجه ناحية الشمال وحدد الدب الأكبر (بلو) والدب الأصغر أستيرازمز. انظر إلى جزء الكأس الخاص بالدب الأكبر، تخيل وجود نجمين عند الحافة الخارجية للكأس لتشكل خطًا يشير إلى أعلى الكأس. ويشير هذا الخط مباشرةً إلى النجم الموجود عند طرف مقبض الدب الأصغر. هذا النجم هو نجم الشمال.

## العثور على القطب السماوي الجنوبي
انظر أيضًا نجم القطب، و المحاذاة القطبية.

تحديد موقع القطب السماوي الجنوبي

يمكن رؤية القطب السماوي الجنوبي فقط من نصف الكرة الجنوبي. وهو يقع في كوكبة الثمن، كوكبة الثمن المعتمة. يتم تحديد نجم سيجما أوكتانتس باعتباره نجم القطب الجنوبي، الواقع بعيدًا عن القطب، ولكن مع قوته البالغة 5.5 فإنه يكاد يكون مرئيًا قي ليلة صافية.

### الطريقة الأولى: صليب الجنوب
قد يقع القطب السماوي الجنوبي على مقربة من صليب الجنوب (Crux) ونجميه «المؤشرين» هما رجل القنطور والحضار. ارسم خطًا وهميًا من جاما كروكيس إلى ألفا كروكيس - يقع النجمان في أقصى نهايات محور الصليب الطويل - ثم اتبع هذا الخط في السماء. إما أن تنتقل أربعة أضعاف ونصف مسافة المحور الطويل في اتجاه الطرف الضيق من نقاط الصليب، أو أن تضم النجمين المؤشرين بخط، ثم تقسم هذا الخط إلى نصفين، ثم ترسم عند الزاوية اليمنى خطًا وهميًا آخر في السماء حتى يتلاقى مع الخط القادم من صليب الجنوب. تبعد هذه النقطة بمقدار 5 أو 6 درجات عن القطب السماوي الجنوبي. يقع عدد قليل جدًا من النجوم الساطعة بين صليب الجنوب والقطب نفسه، على الرغم من السهولة الفورية إلى حد ما في التعرف على كوكبة الذبابة تحت صليب الجنوب.

### الطريقة الثانية: السهيل وألفا النهر
تستخدم الطريقة الثانية السهيل (ثاني ألمع نجم في السماء) وألفا النهر. ارسم مثلثًا متساوي الأضلاع كبيرًا واستخدم هذه النجوم في صنع زاويتين. والزاوية الثالثة الوهمية ستكون القطب السماوي الجنوبي.

### الطريقة الثالثة: سحب ماجلان
تعتبر الطريقة الثالثة أفضل الطرق لليالي المقمرة والصافية حيث إنها تستخدم اثنين من «السحب» الخافتة في السماء الجنوبية. وقد سُجلت في كتب علم الفلك باعتبارها سحب ماجلان الصغرى والكبرى. هذه «السحب» هي في الواقع مجرات قريبة من مجرتنا درب التبانة. ارسم مثلثًا متساوي الأضلاع، حيث تكون النقطة الثالثة منه هي القطب السماوي الجنوبي.

## انظر أيضًا

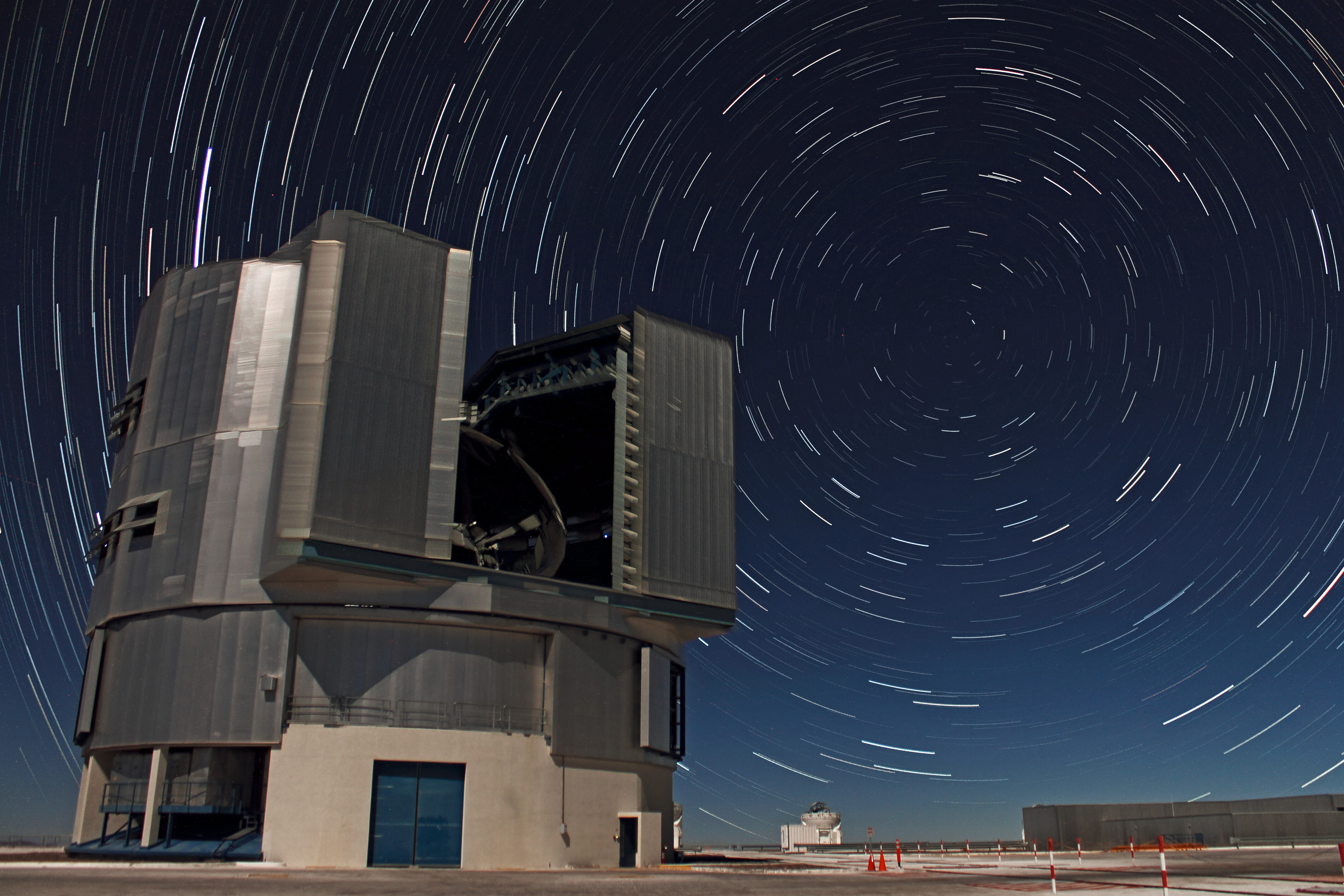
القطب الجنوبي السماوي من خلال التلسكوب العظيم.